# مايك ويلهلم (كرة سلة)
مايك ويلهلم (بالإنجليزية: Mike Wilhelm)‏ مواليد 1966/1967، مدرب كرة سلة أمريكي ولاعب سابق. وهو مدرب مساعد لفريق شيكاغو بولز في الرابطة الوطنية لكرة السلة. درب سندسفال دراغونز في الدوري السويدي لكرة السلة.